# Marta Nebot
Marta Nebot Sánchez (Sevilla; 14 de enero de 1975) es una periodista y actriz española. Fue reportera del programa nocturno Noche Hache, de la cadena Cuatro. Columnista del diario Público.

## Biografía
Nacida en Sevilla. Se licenció en Periodismo en la Universidad Complutense de Madrid y estudió cuatro años interpretación en la Escuela del Actor Juan Carlos Corazza.
Comenzó su carrera periodística como ponente en los debates ¿Y tú de qué vas? en La 2 en 1993. A partir de entonces fue redactora y guionista en varias cadenas de televisión nacional: Querida familia, Qué noche tan movida, Telemaratón 95, Al compás de la copla, Noche de coplas, Sorpresa ¡Sorpresa!, El Sueño de una Noche Vieja y Especial Laura Pausini de Antena 3; Lo + Plus de Canal + y La semana que viene (Telecinco), producido por Boca a Boca y conducido por Julia Otero para Telecinco.
En 1999, Rosa Villacastín le da su primera oportunidad delante de las cámaras con una sección de cocina en el programa La Mañana de Rosa de Antena 3.
A continuación ficha por Antena 3 Temática como coordinadora de redacción, locutora y presentadora. Luego escribió y presentó Desesperado Club Social de Antena 3 e interpretó personajes episódicos en series de televisión como Policías, en el corazón de la calle (Antena 3) y El comisario (Telecinco).
En 2005 se convierte en la reportera política de Noche Hache, el late night que produjo Globomedia conducido por Eva Hache para Cuatro hasta 2008. 
Además ha protagonizado campañas publicitarias y fue actriz de reparto en los largometrajes cinematográficos Escuela de seducción de Ábaco Producciones, dirigido por Javier Balaguer y protagonizado por Victoria Abril, Javier Veiga y Pepe Viyuela e Incautos de Alquimia dirigido por Miguel Bardem y protagonizado por Federico Luppi, Ernesto Alterio y Victoria Abril.
En teatro ha hecho Stand Up comedy (monólogos con texto propio) con Divertia y con Paramount Comedy por toda España; protagonizó Equal (montaje producido por la Junta de Castilla y León con fondos de la UE para fomentar, a través del humor, la igualdad entre sexos) y fue actriz de reparto de Nuestro pueblo, obra dirigida por Juan Carlos Corazza.
También ha firmado en las revistas Downtown, Tiempo de Hoy y en el diario Público (dónde lo hace con asiduidad); ha presentado eventos y convenciones y ha cantado en el grupo musical pop-rock Statoskuro.
Colaboró con Ana García Lozano en Queremos hablar en Punto Radio.

## Televisión

### TVE
- ¿Y tú de que vas? (1993-1995), redactora.
- Amigas y conocidas (2016-2018), colaboradora.
- Lazos de sangre (2018, 2023), colaboradora.
- La plaza de La 1 (2023), colaboradora.
- La noche en 24 horas (2023-presente), colaboradora.

### Antena 3
- Querida Familia (1995), redactora.
- Que noche tan movida (1995), redactora y guionista.
- Telemaratón 95 (1995), guionista.
- Al compás de la copla (1996), guionista
- Sorpresa ¡Sorpresa! (1996-1999), guionista
- Las mañanas de Rosa (1998), presentadora de la sección de cocina.
- Noche de coplas (1998), guionista.
- Especial Laura Pausini, guionista.
- Desesperado Club Social (1999-2002), redactora, guionista y reportera.

### Canal+
- Lo + Plus (2002-2005), redactora y colaboradora.

### Cuatro
- Noche Hache (2005-2008), colaboradora, reportera y redactora.
- Estas no son las noticias (2008-2009), colaboradora, reportera y redactora.
- Un tiempo nuevo (2015), reportera.
- Todo es mentira (2019-presente), colaboradora.
- Cuatro al día (2019-presente), colaboradora.

### Telecinco
- El programa de Ana Rosa (2012-2018), colaboradora y reportera.
- Sábado Deluxe (2017), colaboradora.
- Ya es mediodía (2018-2023), colaboradora.
- Rocío, contar la verdad para seguir viva (2021), colaboradora.

### Telemadrid
- 120 minutos (2019-presente), colaboradora.
- Está pasando (2019-presente), colaboradora.

## Radio
- Queremos hablar (Punto Radio) (2008-2010), colaboradora y redactora.
- La buena vida (Cadena SER) (2018), presentadora.[3]
- Pisando Charcos (Cadena SER) (2019), presentadora.[4]

## Prensa
- Revista Downtown.
- Revista Tiempo de Hoy.
- Diario Publico.

## Actriz
- Policías, en el corazón de la calle (2003), 1 capítulo.
- Película Escuela de seducción (2004), personaje de reparto.
- Película Incautos (2004), Personaje de reparto.
- El comisario (2005), 1 capítulo.
- Obra teatral Nuestro pueblo (2005-2007).
- Obra teatral Stand Up comedy (2007-2009).
- Obra teatral Equal (2009-2010).